# 布鲁克·泰勒
布鲁克·泰勒（英語：Brook Taylor，1685年8月18日—1731年11月30日）出生于英格兰米德薩斯郡，逝世于伦敦，是一名英国数学家，他主要以泰勒公式和泰勒级数出名。

## 生平和著作
1701年布鲁克·泰勒进入剑桥大学圣约翰学院，1709年他获得法学学士，1714年法学博士学位。他也学习数学。1708年他获得了“振荡中心”问题的一个解决方法，但是这个解法直到1714年才被发表。因此导致约翰·伯努利与他争谁首先得到解法的问题。他1715年发表的为高等数学添加了一个新的分支，今天这个方法被称为有限差分方法。除其它许多用途外他用这个方法来确定一个振动弦的运动。他是第一个把成功地使用物理效应来阐明这个运动的人。在同一著作中他还提出了著名的泰勒公式。直到1772年约瑟夫·拉格朗日才认识到这个公式的重要性并称之为“导数计算的基础”（le principal fondement du calcul différentiel）。
在1715年发表的中泰勒将这个原理应用到比任何他的前任都要广泛的范围。但是由于他的写作风格非常简短不清晰，因此需要后人注释后才能读得懂。
1712年泰勒被选入皇家学会，同年他加入判决艾萨克·牛顿和戈特弗里德·莱布尼茨就微积分发明权的案子的委员会。从1714年1月13日至1718年10月21日他任皇家学会的秘书。从1715年开始他的研究开始转向哲学和宗教。1719年他从亚琛回到英国后写的《关于犹太教牺牲》和《食血是否合法》未完成，后来在他的遗物中被发现。1721年他结婚，但是他父亲不赞成这个婚姻，两人因此不和。直到1723年他妻子死后他才又和父亲和解。此后两年中他住在家里。1725年他再次结婚，他的第二任妻子也在生产时逝世（1730年），但是这次孩子，一个女孩儿，存活下来了。泰勒的身体状况越来越坏，不久也逝世。虽然泰勒是一名非常杰出的数学家，但是由于不喜欢明确和完整地把他的思路写下来，因此他的许多证明没有遗留下来。

## 纪念
泰勒陨石坑是位于月球上的撞击坑，以布鲁克·泰勒的名字命名
。